# Petrus van Genabeth
Petrus van Genabeth (Amsterdam, 15 februari 1794 - 1 september 1852) was een Noord-Nederlands leraar in Brugge ten tijde van het Verenigd Koninkrijk der Nederlanden.

## Levensloop
Van Genabeth was een zoon van de zeeofficier Petrus van Genabeth en van Diderika (Theodora) de Wit. Hij trouwde in Amsterdam in 1816 met de twee jaar oudere Joodse onderwijzeres Maria Louisa Catharina Eugenia Schabracq. Hun in Brugge geboren dochter Elisa Henriette van Genabeth (°1829) trouwde in 1858 in Amsterdam met de zeven jaar jongere kunstschilder Andries Beetz (°1836). Zij waren de ouders van de in Schaarbeek geboren beeldhouwer Elisa Beetz-Charpentier (1859-1949), echtgenote van de Franse beeldhouwer Alexandre Charpentier (1856-1909).
Vanaf 1816 was hij onderwijzer in Amsterdam. In 1817 benoemde minister Anton Reinhard Falck hem tot 'regent' aan het atheneum van Doornik. Na aanvankelijk gunstig te zijn onthaald, begon hij het voorwerp van kritiek te zijn. Het bleek dat hij een alcoholprobleem had en ook schulden maakte. In 1819 werd hij overgeplaatst naar Brugge, waar hij elf jaar verbleef als leraar aan het koninklijk atheneum.
Pas aangekomen in Brugge stichtte hij de Koninklijke Maatschappij van Vaderlandsche Taal en Letterkunde te Brugge, die voordrachten hield en wedstrijden organiseerde en waar hij zelf regelmatig lezingen gaf. Ook nog datzelfde jaar stichtte hij een afdeling van de Maatschappij tot Nut van 't Algemeen en werd er de secretaris van. 
Hij verhoopte door deze initiatieven de genegenheid van de Bruggelingen te verwerven, maar dit gebeurde niet. Buiten zijn persoon om, was dit grotendeels het gevolg van de wijd verspreide vooroordelen die bestonden tegenover de Hollanders. Daarbij werd hij ook ongunstig beoordeeld door de katholieke clerus en bevolking. Ook al was hij van huis uit zelf katholiek, werd hij door de verenigingen die hij stichtte en leidde, beschouwd als een propagandist voor het protestantisme en voor de ideeën van de Verlichting.
Hij deed anderzijds geen enkele inspanning om zich gunstig te doen beoordelen. Hij was om te beginnen zeer kritisch over de in zijn ogen ouderwetse Des Rochesspelling, die de voorkeur van de West-Vlamingen genoot. In zijn 'Veertien jaren' schreef hij wat hij van de Bruggelingen dacht: gekenmerkt door domheid en bijgeloof, luiheid en zedeloosheid, weelde en wellust; hunne verbasterde spraak klonk mij als een wangeluid in de oren; de bewoners waren een menigte van schurken en deugnieten; een Luiks geneesheer had hem verteld dat de ganse stad één groot bordeel was, in 1831 met een begrijpelijke wrok neergepend. Inspecteur Wijnbeek schreef in zijn levensbericht dat Van Genabeth een gunstiger invloed had kunnen uitoefenen als hij niet vaak te openhartig en al schertsende zijne minachting hadde doen blijken zoo voor de Vlaamsche taal in het algemeen als van de Brugsche volkstaal in het bijzonder.
Ook in het atheneum stootte hij op tegenkanting. Sommige leerlingen weigerden zijn lessen te volgen. In 1821 was hij de redenaar bij de prijsdeling en hield een Redevoering over het ongegronde der vooroordeelen tegen de Nederlandsche Taal. Er werd bij die gelegenheid tegen hem kabaal gemaakt.
Hij benaarstigde nochtans het leraarschap met toewijding. Ten behoeve van zijn leerlingen stelde hij in 1821 een Nederlandsche spraakkunst op en in 1828 publiceerde hij een Nederlandse bloemlezing. In het Frans en het Nederlands publiceerde hij een praktische handleiding tot de studie der Nederlandse werkwoorden. 
In de eerste maanden van 1830 werd hij, tot zijn voldoening, verkozen tot lid van de Maatschappij der Nederlandsche Letterkunde in Leiden. De leerlingen van het atheneum organiseerden hierop een huldeviering. Enkele weken later braken de revolutionaire onlusten los. Van Genabeth sloeg vanwege den snooden opstand halsoverkop met zijn talrijk gezin op de vlucht, have en goed en onder meer zijn bibliotheek achterlatend. Hij zou ze pas later recupereren. Hij verbleef korte tijd in Sluis en in Middelburg en toen bleek dat er geen terugkeer meer mogelijk was, trok hij naar Amsterdam.
De laatste twintig jaar van zijn leven bracht Van Genabeth in eerder moeilijke omstandigheden door in Amsterdam. Hij werd bedacht met een jaarlijks pensioen, dat echter onvoldoende was om zijn talrijk gezin te onderhouden. Hij schreef artikels voor enkele kranten. Hij was klerk bij de maatschappij Arti et Amicitiae en trad op als opzichter voor enkele tentoonstellingen. Zijn vrouw, van haar kant, werkte opnieuw als onderwijzeres in een schooltje dat ze oprichtte.

## Publicaties
- Over het noodzakelijke van de aankweeking der volkstaal en de genoegens daarmede verbonden, Brugge, 1820.
- Redevoering over het ongegronde der vooroordeelen tegen de Nederlandsche taal, gehouden ter gelegenheid van de plechtige prijsuitdeelingvan het Koninklijk Atheneum te Brugge, den 30ste van Oogstmaand 1821, Rotterdam, 1821.
- Beginselen der nederduitsche taal, Brugge, 1821.
- De godspraak der 16e eeuw, toneelvoorstelling, gelezen in de Kon. Maatsch. van Vaderlandsche taal en letterkunde te Brugge, den 9den van Bloeimaand 1823, Brugge, 1823.
- Zede- en letterkundige lessen, of Bloemlezing uit prozaschrijvers en dichters, Brugge, De Moor, 1828 & Amsterdam, Gebroeders Dietrich, 1833.
- Veertien jaren in België en vlugt uit Brugge, gevolgd van bijlagen alsmede van eenen brief aan een lid van de Tweede Kamer der Staten-Generaal over het aangeboden en sedert ingetrokken ontwerp van wet op het onderwijs, Amsterdam, 1831.
- Vermoedelijke gevolgen van den tegenwoordigen toestand van het Koningrijk der Nederlanden, Amsterdam, C. Weddepohl, 1835.
- Iets over de beoefening der nederduitsche taal in België, 1842.
- Eenige woorden aan alle voorstanders onzer moedertaal, bijzonder aan de leden van het in September 1850 te Amsterdam gehouden tweede Nederlandsch letterkundig congres, met een snuifje uit de oude Belgische doos, Haarlem, Van Lochem, 1851.